# Эксклюзив
«Эксклюзив» (укр. «Ексклюзив») — третій альбом української співачки Міки Ньютон, випущений у 2008 році.

## Список композицій
1. Выше, Чем Любовь (OST Я Лечу)
2. Шерше Ля Фам
3. Moscow Calling (ft. Bryats-Band & White)
4. Таешь
5. Сдавайся Мне
6. Извини
7. I Am Sorry